# Madrid En Pie Municipalista
Madrid En Pie Municipalista (en català: Madrid Dempeus Municipalista) és una coalició electoral formada per Esquerra Unida-Madrid, Anticapitalistes Madrid i Bancada Municipalista per concórrer a les eleccions municipals de 2019 a Madrid. Es va presentar el 28 de març de 2019. Integrada per crítics amb la gestió de Manuela Carmena com a alcaldessa de Madrid, els encarregats de presentar la iniciativa, els regidors del Grup Municipal d'Ara Madrid Rommy Arce, Pablo Carmona i Yolanda Rodríguez, van anunciar la seva intenció de celebrar primàries en comú «proporcionals i obertes» per determinar la composició de la llista electoral.
Els 30 primers llocs de la llista resultat de la celebració de les primàries van ser: